# Quetzalpetlatl Corona
Quetzalpetlatl Corona is een corona op de planeet Venus. Quetzalpetlatl Corona werd in 1991 genoemd naar Quetzalpetlatl, Azteekse godin van de vruchtbaarheid.
De corona heeft een diameter van 780 kilometer en bevindt zich in de quadrangles Lada Terra (V-56). en Mylitta Fluctus (V-61). De corona maakt samen met Sarpanitum Corona en Eithinoa Corona deel uit van de "Derceto-Quetzalpetlatl extensionele gordel" in de noordoostelijke regio van Lada Terra, die ongeveer 2000 kilometer lang is en op sommige plaatsen meer dan 300 kilometer breed.